# Lilium xanthellum
Die Einteilung der Lebewesen in Systematiken ist kontinuierlicher Gegenstand der Forschung. So existieren neben- und nacheinander verschiedene systematische Klassifikationen. 
Das hier behandelte Taxon ist durch neue Forschungen obsolet geworden oder ist aus anderen Gründen nicht Teil der in der deutschsprachigen Wikipedia dargestellten Systematik.
Lilium xanthellum war der Name für eine 1986 erstbeschriebene Art aus der Gattung der Lilien (Lilium). Die 1986 erstbeschriebene Art wurde 2015 mit Lilium stewartianum synonymisiert.

## Beschreibung
Lilium xanthellum erreicht eine Wuchshöhe von 35 bis 55 cm. Die Zwiebeln sind vier bis fünf cm groß und gelb.
Der Stängel ist eher zart, er ist dicht mit kleinen Schuppen überzogen, die mit bloßem Auge nicht zu sehen sind. Die Blätter sind linealisch (grasartig), bis zu 8 mm lang und bis zu 0,3 mm breit, der Rand leicht umgebogen und papillös. Sie sind frei um den Stängel verteilt.

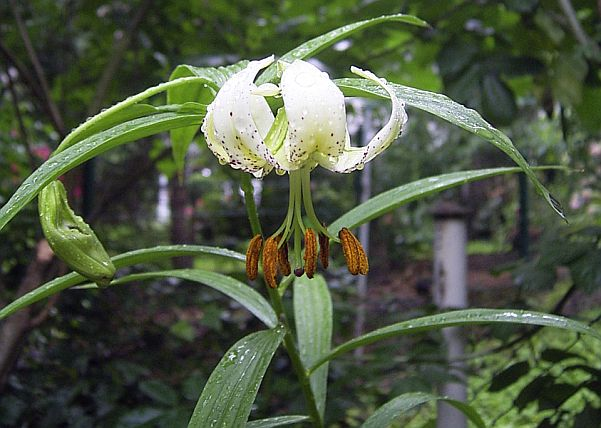
Lilium xanthellum, jetzt Lilium stewartianum

Die Pflanze blüht im Juni mit einer einzelnen Blüte oder einem Blütenpaar. Die zwittrigen Blüten sind dreizählig. Die sechs gleichgestalteten Blütenblätter (Tepalen) sind stark zurückgebogen (türkenbundform) und bis zu 6 mm lang. Die Grundfarbe der Blüten ist gelblich mit oder ohne purpurnen Punkten. Jede Blüte enthält drei Fruchtblätter und sechs Staubblätter. Die Pollen sind braun und die Filamente grün. Der Samen keimt sofortig-epigäisch.

## Verbreitung
Lilium xanthellum ist im Westen der Provinz Sichuan heimisch, findet sich aber auch sehr selten in den Provinzen Hubei, Shaanxi und Yunnan der Volksrepublik China. Sie wächst an felsigen Hängen und Tälern in Mischwäldern an offenen, frischen, halbschattigen Standorten in Höhenlagen zwischen 3200 und 4000 m ü. NN.

## Systematik
Neben der Nominatform gab es als Varietät:
- Lilium xanthellum var. luteum: Blüten purpurn gepunktet.

Seit 2015 gilt Lilium xanthellum als Synonym für Lilium stewartianum.